# Elecciones al Parlamento Europeo de 2009 (Grecia)
En las elecciones al Parlamento Europeo de 2009 en Grecia, celebradas el 7 de junio, se escogió a los representantes de dicho país para la séptima legislatura del Parlamento Europeo. El número de escaños asignado a Grecia pasó de 24 a 22.

## Resultados
| Datos de participación | Datos de participación | Datos de participación |
| ---------------------- | ---------------------- | ---------------------- |
| Censo electoral        | 9.995.992              | 100%                   |
| Votantes               | 5.261.036              | 52,63                  |
| Abstención             | 4.734.956              | 47,37                  |
| Válidos                | 5.261.036              |                        |
| A candidatura          | 5.127.237              | 97,45                  |

| ← Elecciones al Parlamento Europeo de 2009 →     |           |       |         |
| Partido                                          | Votos     | %     | Escaños |
| Movimiento Socialista Panhelénico (PASOK)        | 1.878.859 | 36,64 | 8       |
| Nueva Democracia (ND)                            | 1.655.636 | 32,29 | 8       |
| Partido Comunista de Grecia (KKE)                | 428.283   | 8,35  | 2       |
| Concentración Popular Ortodoxa (LA.O.S)          | 366.615   | 7,14  | 2       |
| Coalición de la Izquierda Radical (SYRIZA) (SYR) | 240.898   | 4,70  | 1       |
| Verdes Ecologistas (OP-EPK)                      | 178.964   | 3,49  | 1       |
| Frente panhelénico macedonio (PaMMe)             | 65.177    | 1,27  | 0       |
| Partido de los cazadores griegos (KEK)           | 64.782    | 1,27  | 0       |
| Otros                                            | 248.023   | 4,84  | 0       |